# MIT Daedalus
Daedalus è un progetto di velivolo ultraleggero spinto dall'energia muscolare umana, sviluppato congiuntamente dal Massachusetts Institute of Technology e dalla NASA.
Lo scopo del progetto era la realizzazione di un velivolo a propulsione esclusivamente umana, in grado di sorvolare il Mar Egeo, da Creta a Santorini, in una trasvolata simbolicamente ispirata al mitico volo di Dedalo e Icaro. La denominazione del progetto, e anche di due dei tre velivoli realizzati, intende essere proprio un tributo alla figura di Dedalo, mitologico precursore dell'aviazione.
Il 23 aprile 1988, spinto dalle gambe del ciclista olimpionico greco Kanellos Kanellopoulos, il Daedalus, in 3 ore e 54 minuti, alla velocità media di oltre 29 km orari, fu in grado di coprire la traversata di 115,11 km dall'aeroporto di Heraklion fino all'isola cicladica di Santorini, dove il velivolo, ormai giunto a pochi metri dalla spiaggia, non riuscì ad atterrare. Incappato nelle turbolenze atmosferiche dovute all'escursione termica tra mare e terra, subì un cedimento strutturale, precipitando nel Mar Egeo. Il suo pilota raggiunse la spiaggia a nuoto.

## Scopo del progetto, risultati e ricadute scientifiche
Nonostante il velivolo sia precipitato in vista del traguardo, fallendo per pochi metri il completo successo, il suo exploit detiene ancora oggi vari record mondiali, registrati dalla Fédération Aéronautique Internationale, quale volo di maggior durata, e su più lunga distanza, che sia mai stato realizzato da un mezzo volante spinto da energia muscolare umana.
L'esperimento Daedalus ha fornito importanti informazioni sui principali obiettivi scientifici del progetto, nel quale al significato simbolico si sovrapponeva l'aspetto puramente tecnologico:
- lo studio dei particolari regimi aerodinamici (flusso laminare) che si instaurano in presenza di un basso numero di Reynolds;
- lo studio della aeroelasticità di velivoli ultraleggeri, con ricadute tecnologiche sulla progettazione di velivoli d'alta quota e a lunga autonomia[1].

## Promotori e finanziatori
Il progetto fu portato avanti da alcuni professori, allievi e alumni del MIT, con finanziamenti provenienti principalmente dalla Anheuser-Busch e dalla United Technologies Corporation, oltre al sostegno economico aggiuntivo dello Smithsonian Air and Space Museum, del MIT e di altri sponsor.
I test di volo furono condotti in California, tra gennaio 1987 e marzo 1988, presso il Dryden Flight Research Center, il centro di ricerca che la NASA gestisce all'interno della Base Aerea Edwards nel bacino prosciugato di un lago estinto, il Rogers Dry Lake.

## Realizzazioni e voli

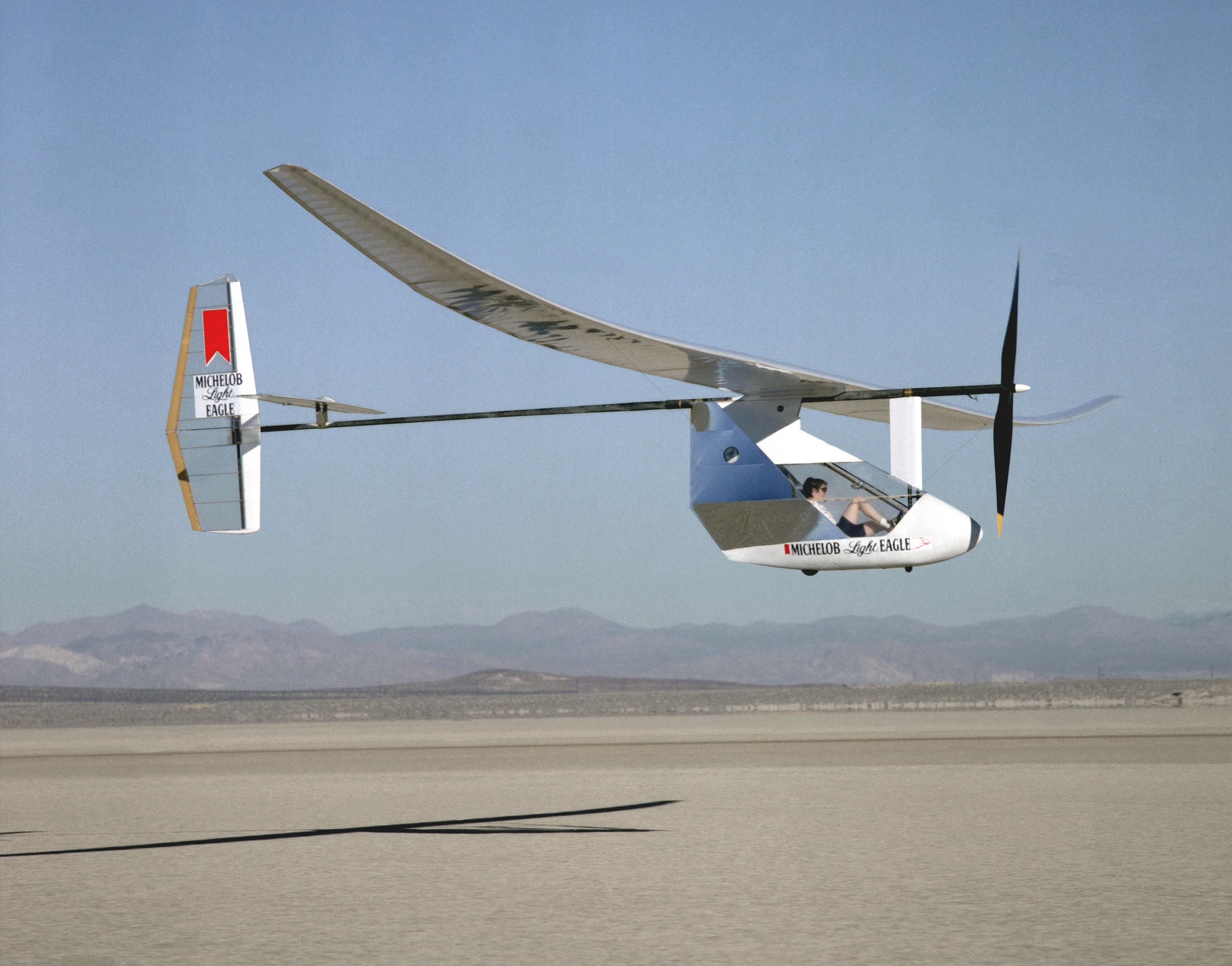
Il prototipo Michelob Light Eagle, l'8 novembre 1987, durante un volo di prova alla Base Aerea Edwards, in California.

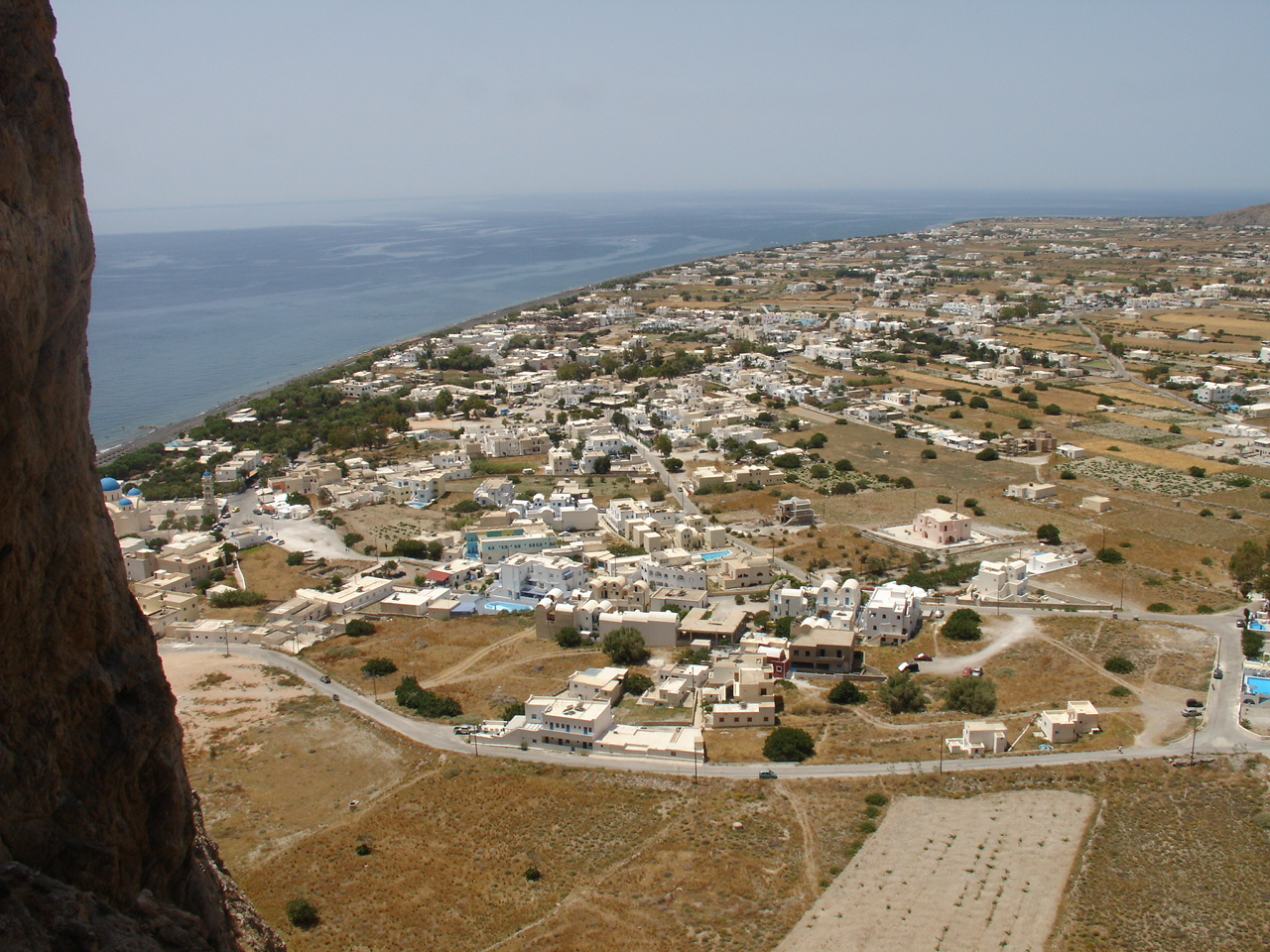
Il punto d'arrivo della trasvolata egea, la spiaggia di Perissa sull'isola di Santorini, nelle Cicladi.

Sono stati tre, in totale, i modelli di velivolo concretamente realizzati, che hanno preso il volo:
- Light Eagle (in origine Michelob Light Eagle), un prototipo di 42 kg.
- Daedalus 87, di 31 kg, precipitato nella spianata desertica del Rogers Dry Lake il 17 febbraio 1988 e in seguito ricostruito a soli fini documentari.
- Daedalus 88: di 32 kg, autore del volo record, conclusosi con la caduta nel Mar Egeo, nelle immediate vicinanze della spiaggia dell'isola di Santorini.

### Prototipi e studi
Il prototipo Light Eagle (noto agli addetti al volo anche come "MLE", o "Emily") stabilì un record di distanza su tragitto chiuso, pilotato da Glen Tremml. Guidato dall'aviatrice Lois McCallin, stabilì i record femminili di durata, di lunghezza su traiettoria rettilinea, e di lunghezza su percorso chiuso. Tali record furono realizzati alla Base Aerea Edwards, nel mese di gennaio 1987.
I campi di ricerca esplorati con i voli tenuti al NASA Dryden Flight Research Center, riguardavano la determinazione della potenza necessaria al Daedalus per raggiungere il suo obiettivo, la caratterizzazione della dinamica di volo del Light Eagle in ipotesi di corpo rigido e di corpo flessibile, lo studio sui sensori per un pilotaggio automatico da potersi utilizzare su mezzi a propulsione umana o su velivoli di alta quota.
Nel mese di dicembre 1987 si passò quindi alle prove di volo del secondo e più leggero velivolo, il Daedalus 87. Nel corso di un test, il 7 febbraio 1987, il velivolo precipitò sul letto prosciugato del lago Rogers, rendendosi necessario l'invio dal MIT di una nuova versione in sostituzione, denominata Daedalus 88.
A causa dell'incidente, i test del Daedalus 88 si prolungarono per altre quattro settimane, e si conclusero a metà marzo 1988. A quel punto erano stati raggiunti tutti gli obiettivi scientifici del progetto e il Daedalus fu trasportato in Grecia, sull'isola di Creta per tentare la trasvolata egea. Il pilota prescelto per l'impresa, a questo punto, era l'olimpionico Kanellos Kanellopoulos.

### Volo record diDaedalus 88

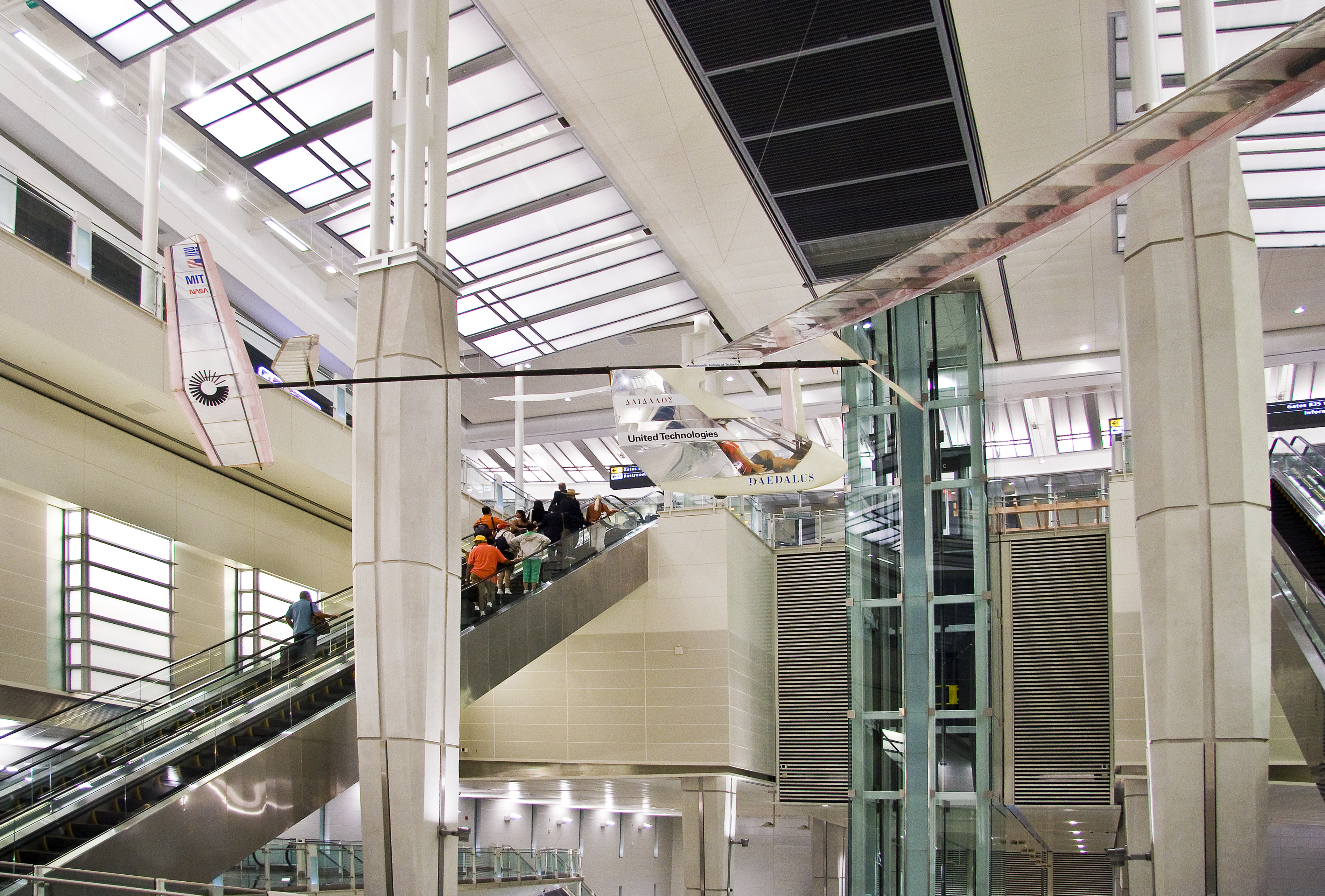
Il Mit Daedalus 87 in esposizione nell'atrio del Terminal B del Dulles International Airport, presso Washington

Il volo record di Daedalus 88, spinto da Kanellos Kanellopoulos, partì il 23 aprile 1988 dall'aeroporto di Heraklion e sorvolò il mar Egeo in una traversata di 115,11, coperta in 3 ore e 54 minuti, alla velocità media di oltre 29 km orari, fino a giungere nelle immediate vicinanze dell'isola di Santorini, dove a rendere impossibile l'atterraggio furono raffiche crescenti di vento dovute alle turbolenze atmosferiche generate dall'elevato gradiente termico nella zona di transizione tra il mare e il terreno di natura vulcanica, dell'isola.
Le turbolenze causarono la torsione del boma di coda, e un primo cedimento strutturale.
Perdendo il controllo, l'aeroplano si dispose a naso in su, mentre un'altra raffica causò il cedimento della struttura principale dell'ala.
Il Daedalus, secondo il resoconto ufficiale, finì nell'Egeo a 7 metri dalla spiaggia di Perissa e il pilota, abbandonato il velivolo, raggiunse la riva a nuoto.
Gran parte dei rottami del Daedalus 88 è ora conservata presso il laboratorio di restauro "Paul E. Garber Restoration Facility", al servizio del National Air and Space Museum della Smithsonian Institution. Light Eagle è invece conservato a Manassas, in Virginia.
Daedalus 87 è stato in mostra, fino al 2009, nell'atrio del Museo della scienza di Boston. In seguito, è stato spostato nell'atrio del Terminal B, del Dulles International Airport, presso Washington.

### Caratteristiche tecniche del velivolo
Lunghezza: 8,6 m
Massa: 32 kg (a vuoto), 104 kg (con pilota al decollo)
Apertura alare: 34 m
Superficie alare: 29,98 m²
Carico alare: 3,4 kg/m²
Velocità di volo: 25 km/h in assenza di vento; 29 km orari nella trasvolata da Creta con leggero vento a favore

### Potenza espressa dal pilota
Potenza meccanica erogata dal pilota al decollo: circa 600 Watt
Potenza meccanica espressa con continuità: da 200 a 250 Watt
Potenza metabolica del pilota: 900 W
Rendimento energetico del pilota: 24% [=(Potenza meccanica/Potenza metabolica)x100]
Energia dissipata per irraggiamento e convezione: circa 60 W
Dissipazione di energia termica per evaporazione corporea: circa 600 W
"Carburante":
Tipo di "carburante": bevanda energetica in soluzione salino-glucosica (acqua zuccherata al 10% e contenuto in sali minerali di una parte su 1.000)
Capacità del serbatoio: 5 litri
Consumi: 4 litri di "carburante" (equivalenti a un consumo di circa 1 litro per ora, e a una percorrenza di 23 km con un litro)